# Lina Knudsen
Lina Almind Knudsen (* 17. Dezember 1985 in Uldum, Hedensted) ist eine dänische Curlerin.

## Karriere
Knudsen spielte erstmals international als Lead des dänischen Teams bei der Weltmeisterschaft 2014 und wurde dort Zehnte. Bei der Europameisterschaft 2017 kam sie als Ersatzspielerin unter Skip Madeleine Dupont zum Einsatz; die Däninnen belegten den achten Platz. Auf der gleichen Position hat sie an den Olympischen Winterspielen 2018 teilgenommen. Dort kam sie mit dem dänischen Team nach einem Sieg und acht Niederlagen in der Round Robin auf den zehnten und letzten Platz. Bei der Weltmeisterschaft 2018 spielte sie unter Skip Angelina Jensen und kam auf den elften Platz. 